# NGC 3628
NGC 3628, denumită și Galaxia Hamburger sau Galaxia lui Sarah, este o galaxie spirală. Alături de galaxiile M65 și M66 formează faimoasa "Tripletă din Leu".